# 東龍寺 (常滑市)

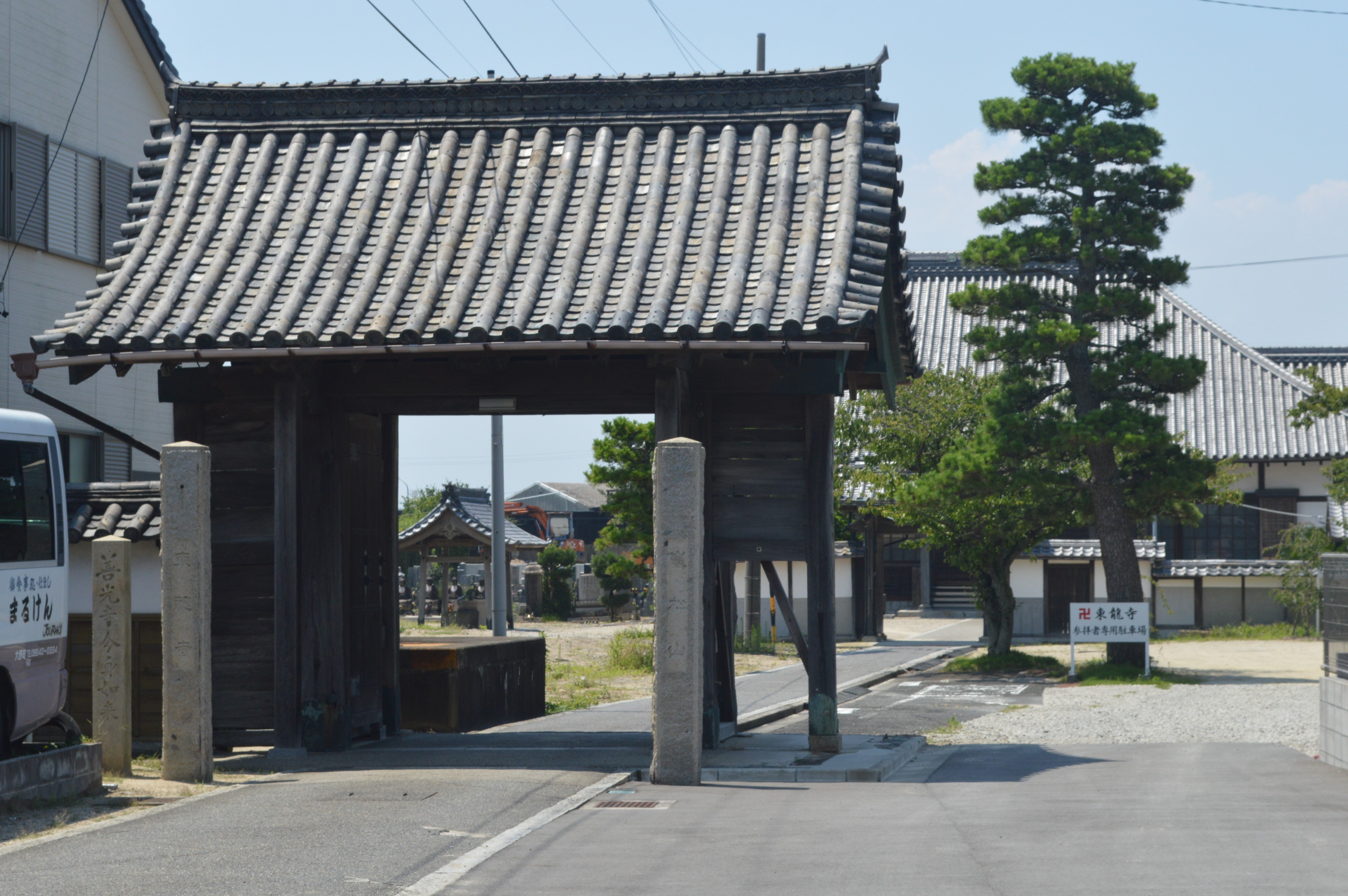
山門

東龍寺（とうりゅうじ）は、愛知県常滑市大野町8丁目68にある浄土宗西山深草派の寺院。山号は巌松山。本尊は阿弥陀如来。貞観6年（864年）創建。四国直伝弘法八十八ヶ所霊場第73番札所。

## 歴史
貞観6年（西暦864年）、天台宗の圓仁和尚慈覚大師が草庵を建てたのが始まり。永享年間（1429年～1440年）に天台宗から浄土宗に改宗した。明応4年（1495年）には比叡山から現在の本尊である阿弥陀如来を迎えた。
東龍寺の住職は徳川家康と縁があったことから、桶狭間の戦いや本能寺の変の際には岡崎城に戻る途中の家康をかくまっている。
享保15年（1730年）の大野大火の際には類焼を免れたことで、中門・大門・本堂は大野大火よりも古く、知多半島では野間大坊に次ぐ古い建築様式を保っている。
1925年（大正14年）には四国直伝弘法八十八ヶ所霊場（直伝弘法さん）が開設され、東龍寺は第73番札所に選ばれた。知多半島のもう一つの弘法信仰である知多四国霊場とは異なる。

## 境内
国道247号沿いに東龍寺の石柱があり、石柱の奥に第一山門、さらに奥に第二山門がある。山門に向かって左側には常滑市立大野保育園があったが、2011年（平成23年）3月に廃園となった。本堂の左側にはこぢんまりとした弘法堂がある。

## 文化財

### 常滑市指定文化財
- 「古過去帳3冊」（古文書）[3] - 室町時代後期～江戸時代初期。1968年11月1日指定。
- 「禁制板1面」（古文書）[3] - 永禄3年（1560年）。1984年4月1日指定。
- 「法然上人臨終絵1幅」（絵画）[3] - 南北朝時代～室町時代初期。1971年9月1日指定。
- 「銅製雲板」（工芸）[3] - 正長2年（1429年）。1984年4月1日指定。

## 現地情報
所在地
- 479-0866 愛知県常滑市大野町8丁目68

アクセス
- 名鉄常滑線 大野町駅から徒歩。